# Loggia dei Tessitori
La Loggia dei Tessitori si trova in Via San Gallo 36 a Firenze.

## Storia e descrizione

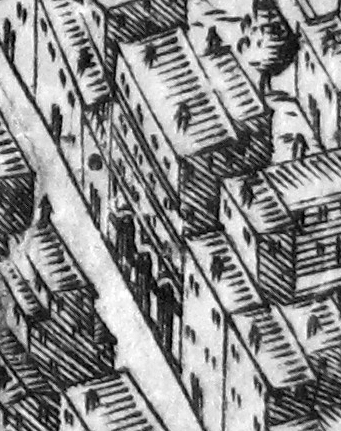
la loggia nella pianta del Bonsignori

Si tratta di una loggia a cinque arcate, alla maniera del Cronaca o di Giuliano da Sangallo (per quanto Augusto Garneri la riconduca a Bernardo Buontalenti), databile a circa il 1503-1504 ed eretta sul luogo di tre più antiche case, di cui due demolite e la terza riadattata.
Fu voluta dalla Compagnia della Santa Croce dei Tessitori di Seta (della quale resta memoria anche nella toponomastica della vicina via degli Arazzieri) come porzione di un antico ospizio della stessa compagnia, esistente almeno dal 1455. All'interno era un oratorio o una cappella che aveva un altare dotato di una pala che forse può identificarsi con quella raffigurante il Volto Santo dipinta da Piero di Cosimo intorno al 1495, oggi al Szépművészeti Múzeum di Budapest.
Con la crisi della produzione serifera, la Compagnia si trovò in difficoltà economiche, dovendo vendere la loro loggia nel 1538 a Ottaviano de' Medici, figlio di Bernardetto, per trecento fiorini d'oro. 
Nel 1610 fu costruita la parte mediana (Limburger), finanziata da Antonio de' Medici (che abitava nell'adiacente Casino mediceo), come riporta l'iscrizione sul portale. Successivamente, seguendo le sorti del Casino, fu annessa alla Caserma delle Reali Guardie del Corpo e quindi alla Dogana.

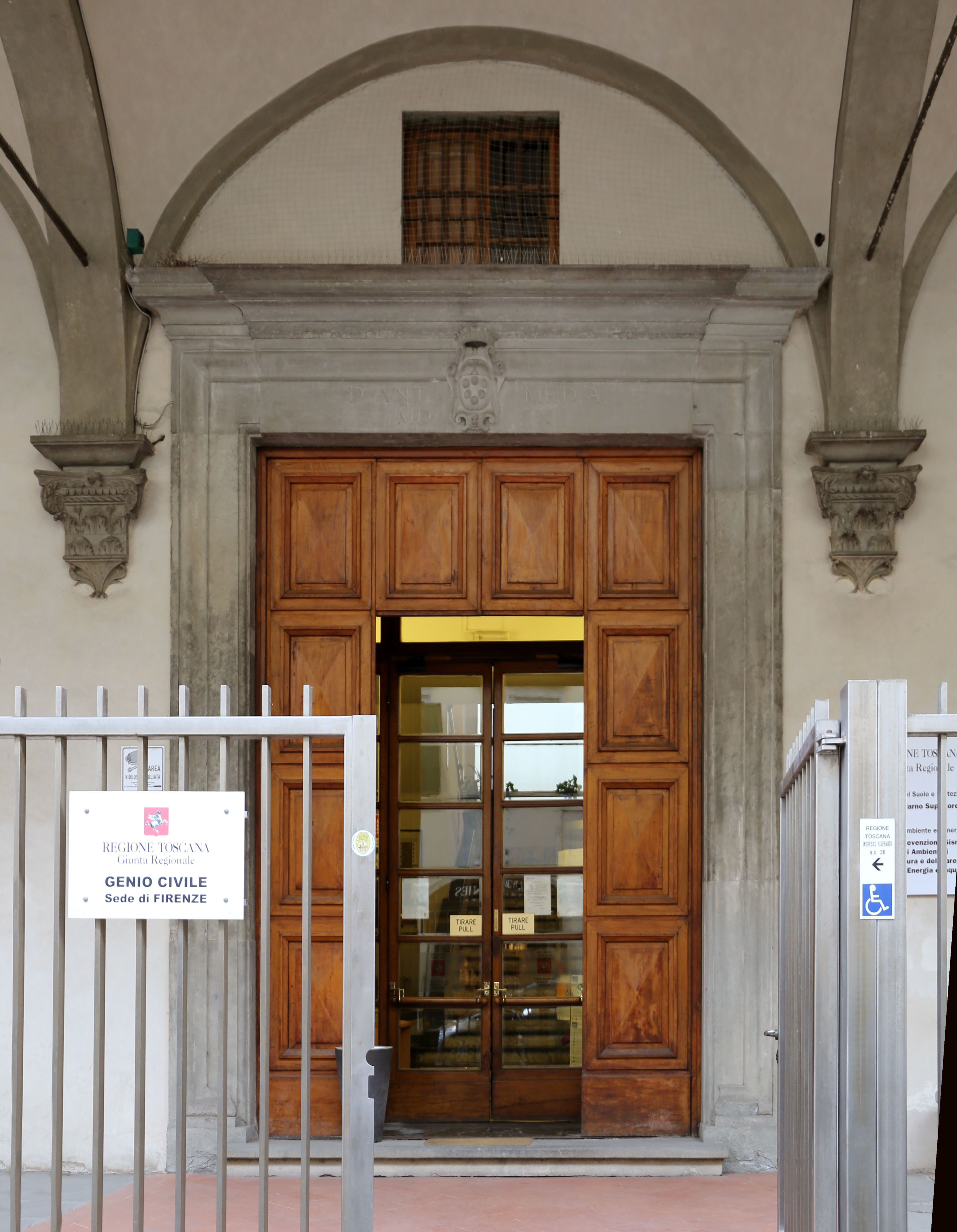
Il portale

Ai primi del Novecento i locali adiacenti risultavano occupati da vari Uffici del Genio Civile, e la loggia, tamponata; fino a che, nel 1902, lo stesso Genio Civile presentò un progetto per il restauro del complesso e la riapertura dello spazio. Ai tempi di Garneri vi erano dislocati vari uffici governativi e municipali.
Nel 1933 il complesso subì lavori di adattamento ad uso degli uffici dell'Ufficio metrico, ed altri ancora nel 1950. È documentato un intervento dei vigili del Fuoco su parti del cornicione pericolanti nel 1964 quindi, nel 1973, la sostituzione delle colonne a cura del Genio Civile (due dei fusti sostituiti sono esposti all'interno del loggiato). "Vedasi ad un pilastro l'aquila imperiale, timbro di proprietà demaniale sotto il regime napoleonico" (Garneri). Attualmente la loggia funge da ingresso monumentale agli uffici tecnici del Genio Civile, Coordinamento regionale prevenzione sismica.
La fabbrica appare nell'elenco redatto nel 1901 dalla Direzione Generale delle Antichità e Belle Arti, quale edificio monumentale da considerare patrimonio artistico nazionale.

## Bibliografia

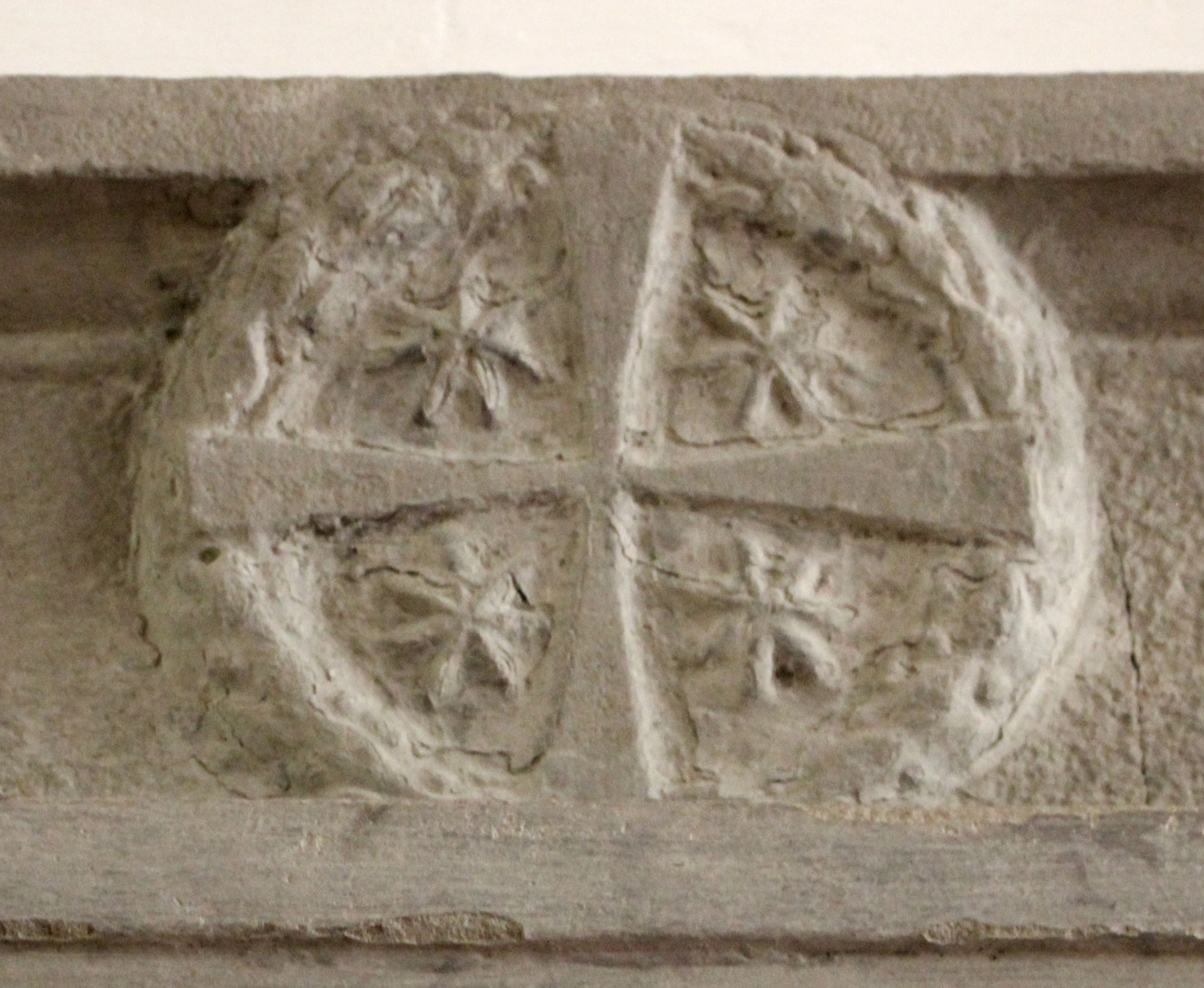
Stemma della Compagnia della Santa Croce dei Tessitori di Seta